# Topovlje
Topovlje je naselje v Občini Braslovče.